# Czeszułańce
Czeszułańce – (lit. Češulėnai) – wieś na Litwie, w okręgu uciańskim, w rejonie ignalińskim, starostwie Daugieliszki Nowe.
Inna nazwa wsi to Czeszulańce.

## Historia
W czasach zaborów w granicach Imperium Rosyjskiego.
W dwudziestoleciu międzywojennym wieś leżała w Polsce, w województwie nowogródzkim (od 1926 w województwie wileńskim), w powiecie brasławskim, w gminie Widze.
Według Powszechnego Spisu Ludności z 1921 roku zamieszkiwało tu 131 osób, 101 było wyznania rzymskokatolickiego, 3 prawosławnego a 27 staroobrzędowego. Jednocześnie 130 mieszkańców zadeklarowało polską przynależność narodową a 1 inną. Były tu 23 budynki mieszkalne. W 1931 w 27 domach zamieszkiwało 135 osób.
Miejscowość należała do parafii rzymskokatolickiej w Widzach. Podlegała pod Sąd Grodzki w m. Turmont i Okręgowy w Wilnie; właściwy urząd pocztowy mieścił się w m. Widze.